# Lijst van rivieren in Oklahoma
Dit is een lijst van rivieren in Oklahoma.
- Arkansas River
- Beaver River
- Blue River
- Canadian River
- Caney River
- Chikaskia River
- Cimarron River
- Deep Fork River
- Elm Fork Red River
- Elk River
- Glover River
- Grand River
- Illinois River
- James Fork River
- Little River, zijrivier van de Canadian River
- Little River, zijrivier van de Red River
- Kiamichi River
- Medicine Lodge River
- Mountain Fork
- Neosho River
- North Canadian River
- Poteau River
- Prairie Dog Town Fork Red River
- Red River
- Salt Fork Arkansas River
- Salt Fork Red River
- Spring River
- Verdigris River
- Washita River

Alabama · Alaska · Arizona · Arkansas ·  Californië · Colorado · Connecticut · Delaware · Florida · Georgia · Hawaï · Idaho ·  Illinois · Indiana · Iowa · Kansas · Kentucky · Louisiana · Maine · Maryland · Massachusetts · Michigan · Minnesota · Mississippi · Missouri · Montana · Nebraska · Nevada · New Hampshire · New Jersey · New Mexico · New York ·  North Carolina · North Dakota · Ohio · Oklahoma · Oregon · Pennsylvania · Rhode Island · South Carolina · South Dakota · Tennessee · Texas · Utah · Vermont · Virginia · Washington (staat) · Washington D.C. · West Virginia · Wisconsin · Wyoming